# Jock Mahoney
Jock Mahoney (Chicago, Illinois, 7 de fevereiro de 1919 - Bremerton, 14 de dezembro de 1989), cujo verdadeiro nome era Jacques O’Mahoney, era de origem francesa e irlandesa, embora tivesse um pouco de sangue índio Cherokee.

## Biografia
Mahoney, estudante da Universidade de Iowa, era um proeminente atleta na natação, no basquete e no futebol americano, já atingindo a altura de 1 metro e 93. Quando a II Guerra Mundial eclodiu, o jovem Mahoney alistou-se como piloto e instrutor de natação para homens rãs. Quando o conflito acabou, foi para Hollywood, onde conseguiu, graças às suas notáveis performances atléticas, o emprego de dublê ou Stunt Man. Realizou notáveis cenas de perigo para muitos astros das telas de sua época, como Errol Flynn, John Wayne, Randolph Scott, e Gregory Peck.
Gene Autry, famoso cowboy-cantor do cinema, é quem deu seu nome artístico, inicialmente, Jack O’Mahoney. Quando se tornou dublê de Charles Starrett, em filmes de Durango Kid, o então dublê passou também a atuar como ator, realizando ele mesmo suas cenas de perigo, na mesma série de filmes do personagem, sendo creditado com o nome artístico dado por Autry. Ele ainda teve seu nome artístico mudado por pelo menos três ou quatro vezes, até finalmente decidir por Jock Mahoney, em meados dos anos de 1950, após aparecer como coadjuvante de curta-metragens dos Três Patetas.
Em 1953, foi astro da série televisiva The Range Rider, inédito no Brasil, mas conhecido por fãs de faroestes através das histórias em quadrinhos publicadas na revista Aí Mocinho, pela Editora Brasil-América (EBAL), com o nome de Tim Relâmpago.
Em 1949, foi testado para substituir Johnny Weissmuller para o papel de Tarzan, mas perdeu a vaga para Lex Barker, chegando contudo a dublá-lo em algumas sequências de perigo.
Após o término da série The Range Rider, consagrou-se como um astro-cowboy em filmes Western B para o cinema. O público já o via assim desde os tempos em que atuava, tanto como ator ou dublê, nos filmes de Durango Kid.
Em 1960, foi escalado para um vilão em Tarzan the Magnificent, em que luta ferozmente com Gordon Scott, o intérprete de Tarzan, que estava fazendo seu último filme com o personagem. Sy Weintraub, há algum tempo, queria um Tarzan mais magro e ágil, e sabendo da experiência de Mahoney como dublê, resolveu empregá-lo para o lugar de Scott como o Homem-Macaco. Em seus dois filmes atuando como Tarzan, ele mesmo fez todas as suas cenas de perigo. Na película Tarzan's Three Challenges, rodada em locações do Nepal, Mahoney contraiu disenteria, dengue e pneumonia. O ator perdeu quase 30 kg, mas mesmo assim, continuou trabalhando e terminou o filme, saindo das filmagens bastante debilitado. Por esse tempo, Weintraub procurava um Tarzan mais jovem, já que Mahoney foi o mais velho dos intérpretes do Rei das Selvas. Tinha 44 anos quando realizou Os três desafios de Tarzan, para o seu projeto de uma série de TV, o que aconteceu três anos depois, com Ron Ely no papel do Homem-Macaco.
Por um acordo mútuo, seu contrato com Mahoney foi dissolvido. Após um período de anos recuperando as forças e o peso, Jock retornou a trabalhar, inclusíve na televisão onde participou das séries Batman, de 1966 a 1968, estrelada por Adam West, além de Daniel Boone, com Fess Parker, e até mesmo em Tarzan, de 1966 a 1968, tendo Ron Ely já como o Homem-Macaco. Jock atuou em três episódios, dois deles como o vilão.
Casou-se três vezes. Sua primeira esposa foi Lorena O’ Donnell, com quem teve dois filhos. Ignora-se o ano de casamento e divórcio. Em 1952, desposou a atriz Margareth Field, já mãe de uma menina, a futura atriz Sally Field. Da união nasceu Princess O’Mahoney, que também viria a ser atriz. Em 1965, Mahoney e Field se divorciaram. Finalmente, em 1967, Jock casou–se com Autumn Russel, com quem viveu até o fim de sua vida.
Mais gordo, e já assumindo uma barba grisalha, Mahoney teve sua carreira interrompida em 1973, quando sofreu um colapso cardíaco enquanto filmava um episódio da série Kung Fu na televisão, com David Carradineem 1972. Recuperado, voltou a trabalhar, embora em ritmo menor. Seu último filme para o cinema foi contracenado com sua ex-enteada, a atriz Sally Field, em 1978. Jock foi o coordenador dos dublês e cenas de perigo, em 1981, para o filme Tarzan, o Homem Macaco, estrelado por Bo Derek e Richard Harris. Ainda participou, no início da década de 1980, de outras séries televisivas, como B.J e Duro na Queda, estrelada por Lee Majors.
Jock Mahoney morreu em Bremerton, Washington, a 14 de dezembro de 1989, de um aparente colapso cardíaco. Tinha sido hospitalizado após um acidente de carro dois dias antes. Deixou a esposa Autumn Russel, a filha Princess O’Mahoney, de sua união com Margareth Field, e um filho de seu primeiro casamento, Jim. O ator foi cremado e suas cinzas lançadas ao mar.

## Filmografial Parcial
- A Sangue e Espada[1] / O Justiceiro dos Bosques[2] / Son of the Guardsman (seriado, 1946)
- Bandidos de El-Dorado / Bandits of El Dorado (1949)
- Os Cavaleiro da Serra / Horseman of sierras (1949)
- A Lei É Implacável / The Doolins of Oklahoma (1949)
- Ferradura Acusadora / Punchy Cowpunchers (1950)
- O Tesouro do Bandoleiro / The Nevadan (1950)
- Santa Fé / Santa Fe (1951)
- Trilhos da Morte[3] / Roar of the Iron Horse (1951)
- O Correio das Planícies / Cody of the Pony Express (seriado, 1950)
- The Range Ryder- Série de TV (1953)
- O Sinal do Cavalo Branco[4][5][6]/ Gunfighters of the Northwest (seriado, 1954)
- A Desforra do Estranho / Joe Dakota (1957)
- O Covil da Desordem / Showdown at Abilene (1956)
- Domingo Sangrento / A Day of Fury (1957)
- Cavalgada para o Inferno / The Last of the Fast Guns (1958)
- Falta um para Vingar / Money, Women and Guns (1958)
- Tarzan, o Magnífico / Tarzan the Magnificent (1960)
- Tarzan Vai à India / Tarzan Goes to India (1962)
- Califórnia / California (1962)
- Os Três Desafios de Tarzan / Tarzan’s Three Challenges (1963)
- O Preço de um Covarde / Bandolero! (1968)
- O Silêncio de Tarzan (TV) / Tarzan’s Deadly Silence (1970)
- The Bad Bunch(1975)